# شاليتا سوانساني
شاليتا سوانساني (التايلاندية: ชลิตา ส่วนเสน่ห์؛ من مواليد 24 ديسمبر 1994) هي عارضة أزياء وممثلة وحاملة لقب ملكة جمال تايلاندية من ساموت براكان، توجت تشاليتا بلقب ملكة جمال الكون تايلاند 2016 في 23 يوليو 2016 في قاعة رويال باراجون في بانكوك من قبل حاملة اللقب المنتهية ولايتها أنيبورن تشاليرمبوراناونج، ومثلت تايلاند في مسابقة ملكة جمال الكون 2016 واحتلت المركز السادس.

## نشأتها
ولدت شاليتا في نونثابوري، تايلاند، تم انتقلت في طفولتها إلى ساموت براكان، تايلاند . والدتها تشوتيكان سوانساني من أصل تايلاندي ألماني وأصلها من ناخون سي تامارات، تخرجت شاليتا من المدرسة الثانوية في مدرسة بولشاروينويتاياكوم. درست سابقًا في كلية العلوم والأحياء الدقيقة في جامعة ماهاساراخام، ولكن في عام 2017، انتقلت من مؤسستها الأصلية للدراسة في كلية العلوم والأحياء الدقيقة في جامعة سريناخارينوروت. غيرت تخصصها لاحقًا إلى مجال جديد، التمثيل والسينما.